# Strada nazionale 33 (Cambogia)
La strada nazionale 33 (indicata sulle mappe come NH33, "National Highway 33") è una delle strade statali della Cambogia. È asfaltata per gran parte del percorso ed è composta da una carreggiata unica con due corsie di marcia. Costituisce il collegamento stradale più breve per raggiungere il confine con il Vietnam da Kampot.

## Percorso
La NH33 ha inizio diramandosi dalla strada nazionale 3 a Kampot. Ha una lunghezza di 53 km e si sviluppa verso est fino alla cittadina di Kampong Trach dove incontra la NH31 e si piega verso sud. Dopo aver attraversato il villaggio di Phum Lok termina a Prek Chak, punto di frontiera con il Vietnam dove incontra la strada nazionale vietnamita QL80.

## Strada nazionale 33A
La strada nazionale 33A (indicata sulle mappe come NH33A, "National Highway 33A") è una diramazione della NH33 ed ha inizio a circa 15 km da Kampot. Si dirige verso sud seguendo il perimetro del Parco nazionale di Kep fino ad arrivare al golfo del Siam. Dopo aver attraversato la cittadina di Kep la strada lascia la costa volgendosi verso nord sempre seguendo il perimetro del parco nazionale. Dopo un percorso di 19 km si riunisce alla NH33 circa 3 km ad est da dove l'aveva lasciata.